# Сфинксовые
Сфинксовые (лат. Sphinginae) — подсемейство бражников.

## Описание
Хоботок длинный, равен длине тела или длиннее его. Внутренняя сторона первого членика губных щупиков лишена сенсорных волосков.

## Экология
Личинки питаются растениями из семейств сложноцветные, бегониевые, вьюнковые, бобовые, губоцветные, маслинные, паслёновые и вербеновые.

## Классификация
В подсемействе 40 родов и около 200 видов.
- Manduca Hübner, 1807 (более 70 видов)
  - Бражник каролинский Manduca sexta Linnaeus, 1763
- Сфинксы Sphinx Linnaeus, 1758
  - Бражник сиреневый Sphinx ligustri  Linnaeus, 1758 
  - Бражник сосновый Sphinx pinastri  Linnaeus, 1758
- Бражники вьюнковые Agrius Hübner, (1819)
  - Бражник вьюнковый Agrius convolvuli  (Linnaeus, 1758)
- Мёртвые головы Acherontia [Laspeyres], 1809
  - Мёртвая голова, или Адамова голова Acherontia atropos (Linnaeus, 1758)
  - Acherontia lachesis
  - Acherontia styx
- Xanthopan
  - Xanthopan morganii